# Décret de Déclaration de paix au monde
Constitution française du 3 septembre 1791
Le décret de Déclaration de paix au monde est un décret de l’Assemblée constituante de 1789, pris dans le contexte de changement d’institutions de la Révolution française, le 22 mai 1790.

## Contexte historique
La question de la guerre et de la paix est assez rarement abordée dans les cahiers de doléances remis aux États généraux. Celui du tiers état du bailliage électoral de Mâcon demande qu'aucune guerre de conquête ne puisse être entreprise sans le consentement de la Nation.
En 1789, un incident survient dans la baie de Nootka entre les royaumes de Grande-Bretagne et d'Espagne. Début 1790, Louis XVI tente une « médiation personnelle » entre les cours du roi du Grande-Bretagne et roi d'Irlande, George III, et du roi d'Espagne, Charles IV. Mais la tentative échoue et la guerre menace. En vertu du « pacte de famille » liant les Bourbons de France à ceux d'Espagne, la France est l'alliée de l'Espagne. Aussi Louis XVI décide-t-il de mesures préventives d'armements. Le 14 mai 1790, le ministre des Affaires étrangères, Montmorin, demande à la Constituante le vote de « secours » à la Marine, afin d'assurer une mobilisation rapide de la flotte. À la Constituante, la discussion, ajournée au lendemain, prend une autre configuration, après l'intervention de Lameth : il s'agit de savoir qui aura le droit de déclarer la guerre.

## Décret
Article premier. — Le droit de la paix et de la guerre appartient à la nation. — La guerre ne pourra être décidée que par un décret du Corps législatif, qui sera rendu sur la proposition formelle et nécessaire du Roi, et ensuite sanctionné par Sa Majesté.

Art. 2. — Le soin de veiller à la sûreté extérieure du royaume, de maintenir ses droits et ses possessions, est délégué au Roi par la Constitution de l'État ; ainsi, lui seul peut entretenir des relations politiques au dehors, conduire les négociations, en choisir les agents, faire les préparatifs de guerre proportionnés à ceux des États voisins, distribuer les forces de terre et de mer, ainsi qu'il le jugera convenable, et en régler la direction en cas de guerre.

Art. 3. — Dans le cas d'hostilités imminentes ou commencées, d'un allié à soutenir, d'un droit à conserver par la force des armes, le pouvoir exécutif sera tenu d'en donner, sans aucun délai, la notification au Corps législatif, d'en faire connaître les causes et les motifs ; et si le Corps législatif est en vacance, il se rassemblera sur-le-champ.

Art. 4. — Sur cette notification, si le Corps législatif juge que les hostilités commencées soient une agression coupable de la part des ministres ou de quelque autre agent du pouvoir exécutif, l'auteur de cette agression sera poursuivi comme criminel de lèse-nation ; l'Assemblée nationale déclarant à cet effet que la nation française renonce à entreprendre aucune guerre dans la vue de faire des conquêtes, et qu'elle n'emploiera jamais ses forces contre la liberté d'aucun peuple.

Art. 5. — Sur la même notification, si le Corps législatif décide que la guerre ne doit pas être faite, le pouvoir exécutif sera tenu de prendre sur-le-champ des mesures pour faire cesser ou prévenir toutes hostilités, les ministres demeurant responsables des délais.

Art. 6. — Toute déclaration de guerre sera faite en ces termes : De la part du Roi des Français, au nom de la nation.

Art. 7. — Pendant tout le cours de la guerre, le Corps législatif pourra requérir le pouvoir exécutif de négocier la paix, et le pouvoir exécutif sera tenu de déférer à cette réquisition.

Art. 8. — À l'instant où la guerre cessera, le Corps législatif fixera le délai dans lequel les troupes levées au-dessus du pied de paix seront congédiées, et l'armée réduite à son état permanent. La solde desdites troupes ne sera continuée que jusqu'à la même époque, après laquelle, si les troupes excédant le pied de paix restaient rassemblées, le ministre sera responsable et poursuivi comme criminel de lèse-nation.

Le 16 mai 1790, la Constituante ouvre la discussion sur la question constitutionnelle suivante : « La nation doit-elle déléguer au roi l'exercice du droit de la paix et de la guerre ? ». Le 19, Dupont de Nemours propose un premier projet de décret, en neuf articles. Le 20, Mirabeau en propose un deuxième, en onze articles. Au total, vingt-deux projets sont présentés. Le 22, la Constituante adopte « presque unanimement » les trois premiers articles du décret ; puis, après en avoir adopté les articles 4 et 5, elle en ajourne l'article 6 qu'elle renvoie au comité de Constitution ; enfin, elle adopte « presque unanimement » quatre autres articles.
L’Assemblée constituante décide que c’est à elle de déclarer la guerre ou la paix, sur proposition du roi Louis XVI. Ce décret, adopté le 22 mai 1790, est célèbre, on l'a appelé Déclaration de paix au monde parce qu'il affirme : « la nation française renonce à entreprendre aucune guerre dans la vue de faire des conquêtes et [déclare] qu'elle n'emploiera jamais la force contre la liberté d'aucun peuple ».

## Confirmation
Texte intégral de Constitution du 3 septembre 1791 sur Wikisource
La Constitution du 3 septembre 1791 reproduit « à quelques nuances près » le décret du 22 mai 1790. L'article 2 de la section Ire (« Pouvoirs et fonctions de l'Assemblée nationale législative ») du chapitre III (« De l'exercice du pouvoir législatif ») du titre III (« Des pouvoirs publics ») de la Constitution reprend les articles 1er à 4, 7 et 8 du décret. Les articles 2 et 3 de la section III (« Des relations extérieures ») du chapitre IV (« De l'exercice du pouvoir exécutif ») du titre III de la Constitution reprennent respectivement les articles 6 et 9 du décret. L'alinéa 1er (« La Nation française renonce à entreprendre aucune guerre dans la vue de faire des conquêtes, et n'emploiera jamais ses forces contre la liberté d'aucun peuple. ») du titre VI (« Des rapports de la Nation française avec les Nations étrangères ») de la Constitution reprend la déclaration de paix au monde figurant à l'article 4 du décret.

## Analyses
Selon Jean-Paul Bertaud, « cette déclaration de paix au monde était moins dictée par un pacifisme doctrinal que par le souci d'éviter un accroissement du pouvoir royal. Le Roi, chef des armées, en cas de victoire, en retirerait tout bénéfice et pourrait dicter sa politique aux députés de l'Assemblée ». Il considère que la déclaration est « en contradiction avec les principes de la Déclaration des droits de l'homme et du citoyen de 1789 : celle-ci ne disait-elle pas que les peuples avaient le droit de disposer d'eux-mêmes ? ».
L'Assemblée législative déclare finalement la guerre au roi de Bohême et de Hongrie le 20 avril 1792, arguant d'une guerre contre un souverain plutôt que contre un peuple.
Texte intégral de Constitution du 27 octobre 1946 sur Wikisource
La déclaration de paix au monde se retrouve dans l'alinéa 14 du préambule de la Constitution du 27 octobre 1946, préambule auquel renvoie celui de la Constitution du 4 octobre 1958.